# Castello di Tizzano Val Parma
Il castello di Tizzano Val Parma è un maniero medievale i cui resti sorgono in via al Castello a Tizzano Val Parma, in provincia di Parma.

## Storia
Il castello fu edificato a presidio della val Parma e della via del Sale presumibilmente tra il X e l'XI secolo; le prime testimonianze dell'esistenza del borgo di Tizzano risalgono al 991, mentre non si conservano documenti che menzionino il castello antecedenti all'XI secolo.
Secondo alcune notizie di dubbia attendibilità, il maniero sarebbe stato tra i possedimenti di Giberto III da Correggio fino al primo quarto del XIII secolo.
Nel 1364 i fratelli Niccolò Terzi il Vecchio e Giberto, poi capostipite dei Terzi di Sissa, giurarono fedeltà al signore di Milano Bernabò Visconti per i castelli di Tizzano e di Belvedere. Le concessioni in feudo furono riconfermate nell'agosto 1386 a Niccolò Terzi il Vecchio e ai suoi eredi diretti da Gian Galeazzo Visconti, che decise nel contempo più larghe immunità a favore di Tizzano. L'anno seguente, il 19 agosto 1387, con diploma sigillato a Norimberga, l'imperatore Venceslao di Lussemburgo confermò ai Terzi le investiture delle terre appartenenti alla famiglia, comprendenti i feudi assegnati nel 1247 ai capostipiti da Cornazzano dall'imperatore Federico II di Svevia e tutti quelli ottenuti in seguito dalla casata; tra i castelli del Parmense indicati, i principali risultavano essere Tizzano e Belvedere.
In seguito all'assassinio di Ottobuono de' Terzi, signore di Parma e di Reggio, nell'agguato di Rubiera del maggio 1409, il maniero di Tizzano fu occupato dai Fieschi. Pochi anni dopo, un figlio d'Ottobuono, Niccolò de' Terzi, il Guerriero, condottiero e diplomatico al servizio di Filippo Maria Visconti, riebbe per i suoi meriti la terra e il titolo di conte di Tizzano, che conservò sino al 1449, quando, morto l'ultimo dei Visconti e caduto il Ducato di Milano in potere di Francesco Sforza, dovette rifugiarsi con la famiglia presso la corte dei Gonzaga a Mantova. Lo Sforza investì allora del feudo il conte Pietro Ghirasio da Contrano, detto anche Fiasco da Girasio; suo figlio Agolante, o Avolante, cedette il castello al marchese Gianfrancesco I Pallavicino all'insaputa del fratello maggiore Anfitrione, che tentò invano di rientrarne in possesso. Nel 1495 Gianfrancesco ne fu investito ufficialmente da Ludovico il Moro, unitamente a Ballone e ad altri feudi del Parmense.
Alla morte di Rolando Pallavicino nel 1529, il feudo fu a lungo conteso tra i suoi generi e negli anni seguenti il castello fu occupato dalle truppe parmigiane e successivamente da quelle inviate dal primo duca Pier Luigi Farnese; in seguito fu acquistato dal duca Ottavio, nonostante le pretese da parte dei Terzi. Pochissimi anni dopo, durante la guerra di Parma del 1551, una guarnigione francese si stanziò nel castello; il 7 settembre l'esercito del governatore del Ducato di Milano Ferrante I Gonzaga attaccò con ben 456 cannonate il maniero, che di nascosto nella notte fu abbandonato dai francesi; la fortificazione ne risultò profondamente danneggiata.
Nel 1650 il duca Ranuccio II Farnese investì del feudo il marchese Domenico Doria; l'importante famiglia genovese mantenne il possesso del diroccato forte, all'epoca costituito da una torre e dall'edificio principale abitato dal castellano, fino alla scomparsa dell'ultima discendente Maria Maddalena alla fine del XVIII secolo; in seguito subentrò il marchese Troilo Venturi, che fu costretto ad abbandonare Tizzano nel 1806 a causa dei decreti napoleonici relativi all'abolizione dei diritti feudali.
Successivamente il maniero ormai in rovina fu acquistato dai Castiglione, che ne avviarono il restauro, ma il 13 gennaio 1834 fu profondamente danneggiato da una scossa sismica, che provocò il crollo dell'ala settentrionale, mentre il 10 ottobre 1835 un fortissimo vento atterrò parte delle rovine.
Nel 1913 lo scultore Ettore Ximenes comprò la struttura con l'intenzione di adibirla a residenza estiva; incaricò del progetto di ristrutturazione l'architetto Lamberto Cusani, ma i lavori appena avviati si interruppero bruscamente a causa dello scoppio della prima guerra mondiale e non furono mai portati a termine.
Nel 1930 gli ultimi abitanti abbandonarono il castello in rovina, che fu acquistato nel 1961 dal Comune di Tizzano Val Parma.
Soltanto nel 2002 l'amministrazione municipale riuscì ad avviare una serie di scavi tra i ruderi del maniero, riportando alla luce una sala del piano terreno, che fu restaurata l'anno seguente unitamente alle mura perimetrali e alla torre. Altri interventi furono svolti nel 2014, con la costruzione di una serie di passerelle, il risanamento strutturale delle rovine e la loro trasformazione in area destinata a spettacoli e manifestazioni culturali.

## Descrizione

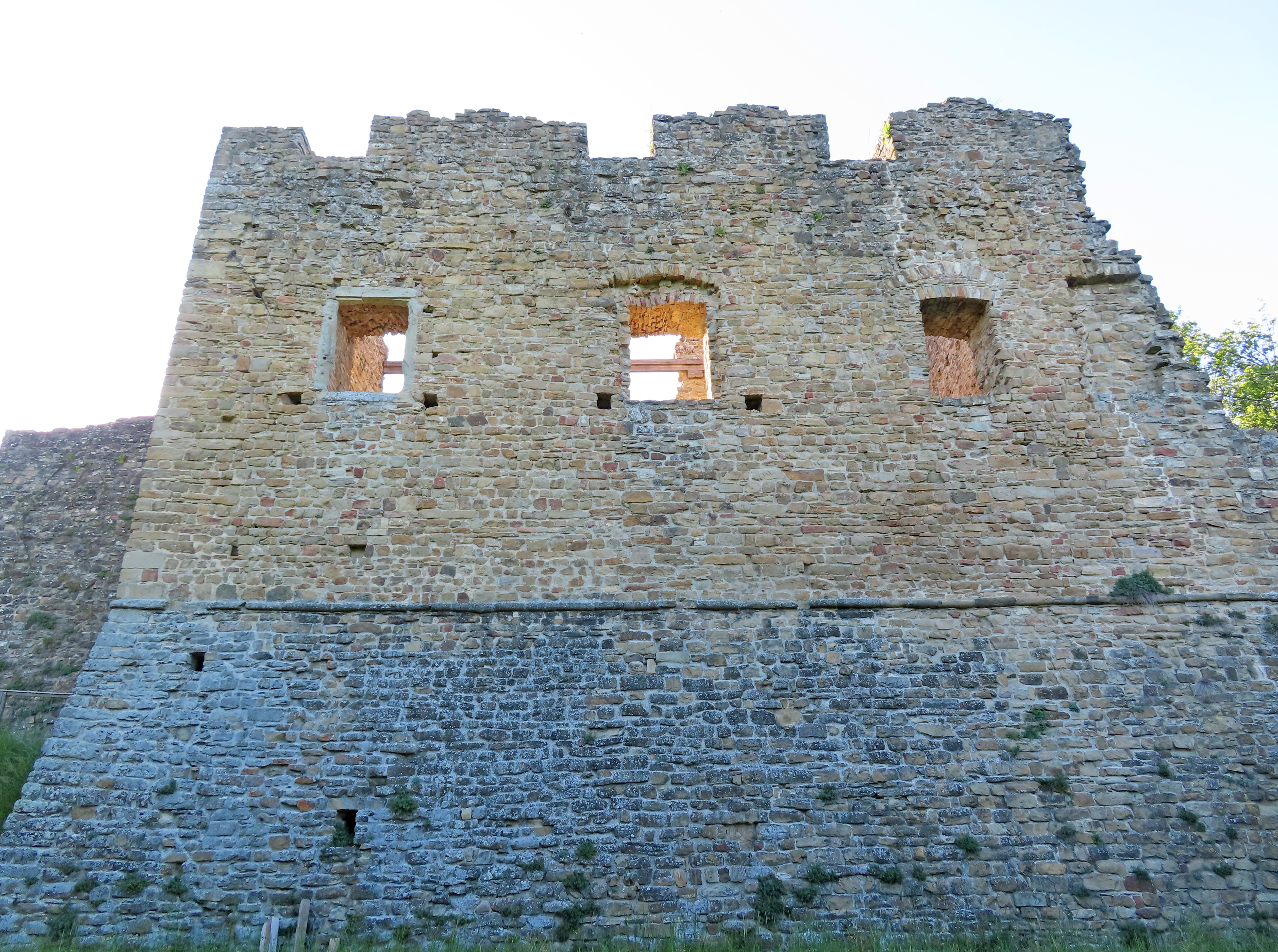
Lato sud-est

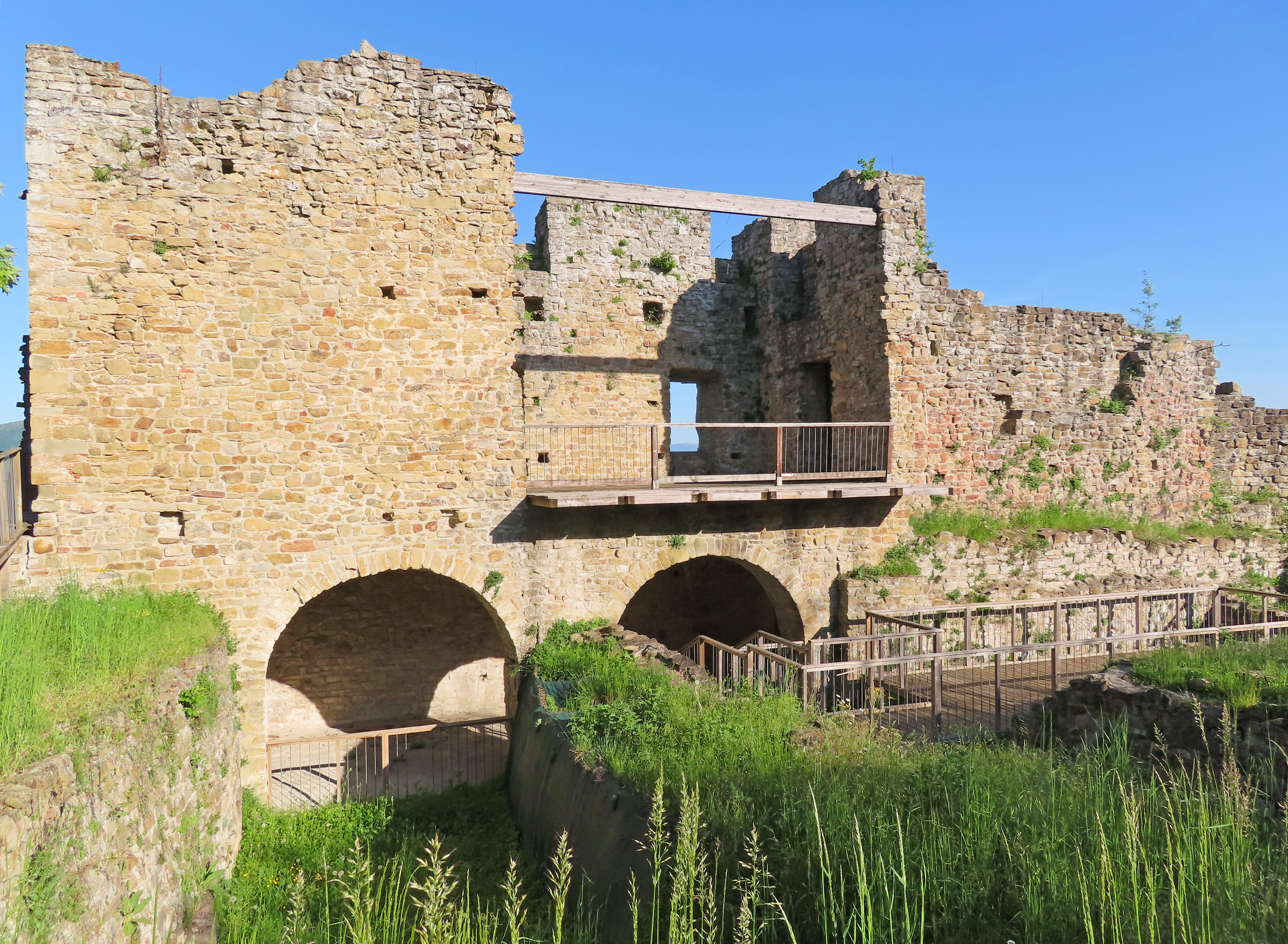
Lato nord-ovest

Del castello originario, interamente realizzato in pietra in posizione scoscesa, si conservano oggi soltanto le mura perimetrali e di contenimento, un'ampia torre mutila a base rettangolare e una stanza coperta da volta a botte al piano terreno, aperta attraverso due ampie arcate a tutto sesto sull'area di scavo.
Una serie di passerelle consente l'accesso al livello superiore privo di copertura, affacciato con tre finestre rettangolari verso la vallata; l'ambiente, grazie all'ampio varco nella muratura occidentale, è utilizzato quale palcoscenico durante gli spettacoli musicali.
Nulla rimane invece dell'oratorio dei Santi Giorgio e Bartolomeo, costruito all'interno del castello nel 1476, distrutto agli inizi del XVIII secolo e riedificato alcuni anni dopo.